# HAT-P-56
HAT-P-56, HD 262389 — одиночная звезда в созвездии Близнецов на расстоянии приблизительно 1055 световых лет (около 323 парсек) от Солнца. Видимая звёздная величина звезды — +10,8m. Возраст звезды определён как около 2,01 млрд лет.
Вокруг звезды обращается, как минимум, одна планета.

## Характеристики
HAT-P-56 — жёлто-белая звезда спектрального класса F8. Масса — около 1,4 солнечной, радиус — около 1,441 солнечного, светимость — около 3,571 солнечной. Эффективная температура — около 6480 K.

## Планетная система
В 2015 году командой астрономов, работающих в рамках проекта HATNet, у звезды обнаружена планета HAT-P-56 b.
В 2019 году учёными, анализирующими данные проектов HIPPARCOS и Gaia, у звезды обнаружена планета HIP 32209 c.